# Episodi di Z Cars (ottava stagione)
L'ottava stagione della serie televisiva Z Cars è stata trasmessa in anteprima nel Regno Unito dalla BBC One tra l'11 settembre 1972 e il 2 luglio 1973.
| nº | Titolo originale           | Titolo italiano | Prima TV UK       | Prima TV Italia |
| -- | -------------------------- | --------------- | ----------------- | --------------- |
| 1  | Connor                     |                 | 11 settembre 1972 |                 |
| 2  | The Team                   |                 | 18 settembre 1972 |                 |
| 3  | Witness                    |                 | 25 settembre 1972 |                 |
| 4  | Takes All Sorts            |                 | 2 ottobre 1972    |                 |
| 5  | Sins of the Father         |                 | 9 ottobre 1972    |                 |
| 6  | Damage                     |                 | 16 ottobre 1972   |                 |
| 7  | Day Trip                   |                 | 23 ottobre 1972   |                 |
| 8  | Public Relations           |                 | 30 ottobre 1972   |                 |
| 9  | Old Soldiers               |                 | 6 novembre 1972   |                 |
| 10 | Diabolical Liberty         |                 | 13 novembre 1972  |                 |
| 11 | Old Acquaintance           |                 | 20 novembre 1972  |                 |
| 12 | The Legacy                 |                 | 27 novembre 1972  |                 |
| 13 | The Amateurs               |                 | 4 dicembre 1972   |                 |
| 14 | Hobo                       |                 | 11 dicembre 1972  |                 |
| 15 | Old Lag                    |                 | 18 dicembre 1972  |                 |
| 16 | Skinner                    |                 | 4 gennaio 1973    |                 |
| 17 | Skin Game                  |                 | 11 gennaio 1973   |                 |
| 18 | Backwater                  |                 | 18 gennaio 1973   |                 |
| 19 | Big Jake                   |                 | 25 gennaio 1973   |                 |
| 20 | Women at Work              |                 | 1º febbraio 1973  |                 |
| 21 | Jack the Dodger            |                 | 8 febbraio 1973   |                 |
| 22 | Miller                     |                 | 15 febbraio 1973  |                 |
| 23 | Care                       |                 | 22 febbraio 1973  |                 |
| 24 | Operation Watchdog         |                 | 1º marzo 1973     |                 |
| 25 | Defection                  |                 | 8 marzo 1973      |                 |
| 26 | Invention                  |                 | 15 marzo 1973     |                 |
| 27 | Hard Man                   |                 | 22 marzo 1973     |                 |
| 28 | Domestic                   |                 | 29 marzo 1973     |                 |
| 29 | Pat                        |                 | 5 aprile 1973     |                 |
| 30 | Bowman                     |                 | 12 aprile 1973    |                 |
| 31 | The Lady and the Gentleman |                 | 19 aprile 1973    |                 |
| 32 | Suspicion                  |                 | 30 aprile 1973    |                 |
| 33 | Mileage                    |                 | 7 maggio 1973     |                 |
| 34 | Routine                    |                 | 14 maggio 1973    |                 |
| 35 | The Spike                  |                 | 21 maggio 1973    |                 |
| 36 | Hi-Jack                    |                 | 4 giugno 1973     |                 |
| 37 | Mother and Child           |                 | 11 giugno 1973    |                 |
| 38 | Co-operation               |                 | 18 giugno 1973    |                 |
| 39 | No Proceedings             |                 | 25 giugno 1973    |                 |
| 40 | Officer Material...?       |                 | 2 luglio 1973     |                 |